# Óscar Mantegari
Óscar Hernán Mantegari (ur. 1928  – zm. 2008) – piłkarz argentyński noszący przydomek El Flaco, prawy obrońca, pomocnik.
Urodzony w Buenos Aires Mantegari w 1952 roku zakończył grę w klubie Atlanta Buenos Aires, w którym rozegrał 113 meczów i zdobył 2 bramki. Został piłkarzem klubu River Plate, z którym pięć razy zdobył tytuł mistrza Argentyny - w 1952, 1953, 1955, 1956 i 1957 roku.
Jako gracz River Plate był w kadrze reprezentacji podczas turnieju Copa América 1957, gdzie Argentyna zdobyła mistrzostwo Ameryki Południowej. Mantegari nie zagrał w żadnym meczu.
W klubie River Plate Mantegari grał do 1960 roku. Karierę piłkarską zakończył w 1962 roku w klubie CA Platense. Łącznie w lidze argentyńskiej rozegrał 283 mecze i zdobył 3 bramki.
W reprezentacji Argentyny Mantegari rozegrał łącznie 2 mecze.